# Малые Каменщики
У́лица Ма́лые Ка́менщики — улица в центре Москвы в Таганском районе между Народной улицей и Новоспасским переулком.

## История
Название улиц Большие и Малые Каменщики возникло в XVIII веке на месте, где с середины XVII века была дворцовая Каменная слобода. В этой слободе жили каменщики, вызванные в 1642 году царём Михаилом Фёдоровичем из Кирилло-Белозерского монастыря для перестройки деревянного Новоспасского монастыря.

## Описание
Улица Малые Каменщики начинается от Народной улицы, проходит на юго-восток постепенно сходясь с улицей Большие Каменщики и, наконец, выходит на неё. Небольшой проезд соединяет её также с Новоспасским переулком. До постройки жилого дома в середине 1990-х годов улица была прямой и выходила на Новоспасский переулок.

## Здания и сооружения
По нечётной стороне:
По чётной стороне:
- № 4 - дом (1996)
- № 8 — Центр развития ребёнка — детский сад № 3 Управления делами Президента РФ ;
- № 14 — Центр йоги «Айенгара»; Детско-юношеский спортивный клуб каратэ «Тигрёнок»;
- № 16 — бывшее административное здание Таганской пересыльной тюрьмы, построенной в 1908 году и снесённой в 1960-х. В советские годы дом занимал Трест № 7. В 2014 году здание выкупил Владелец Becar Asset Management Александр Шарапов, в 2018 был разработан проект реконструкции с приспособлением под современное использование в качестве отеля. Гостиницу открыли в 2021 году[1].
- № 18 — детский сад № 1827 ГУВД Москвы.